# Hrunamannahreppur
Hrunamannahreppur és un municipi d'Islàndia a la regió de Suðurland i un dels pocs que no tenen sortida al mar. Té una extensió de 1.375 km² i una població de 914 habitants a primer de gener de 2025.
La principal població del municipi és Flúðir.

## Assentament
L'estiu de 1963 es van descobrir assentaments humans a Hvítárholt. Després d'un examen més detallat, els investigadors es van adonar que es tractava d'assentaments històrics del voltant del segle X i van decidir dur a terme un estudi a gran escala de la zona i excavacions arqueològiques exhaustives, que van continuar de manera intermitent des de l'estiu del 1963 fins al del 1967.
Es van trobar un total de deu cases de diversos tipus, totes les quals semblen ser del mateix període o del voltant del segle X. Es tractava de tres grans cabanes, les restes d'un graner i un estable. A més, es van trobar les restes de cinc cases de terra, un tipus de casa completament desconegut a Islàndia.
El que també fa que l'excavació arqueològica de Hvítárholt sigui remarcable és que va ser la primera vegada que es va dur a terme un estudi de relíquies que no s'esmenten enlloc dels textos antics.